# Borja Lorente Castillo
Borja Lorente Castillo (Alzira, 19 de maig de 1994) és un artista faller valencià guardonat per la seva activitat cultural. L'any 2025 va rebre el premi Pont de Ferro a la trajectòria cultural individual, atorgat per la Junta Local Fallera d'Alzira. Format en arts plàstiques i graduat en el Grau Superior d'Artista Faller i Escenografia a l'IES Benicalap de la ciutat de València, ha treballat per a diverses comissions falleres, incloent-hi Xàtiva, Dénia, Torrent, Paterna i València, entre d'altres. L'any 2024 va debutar en la Secció Especial de les Falles de València creant la falla infantil Arrels per a la comissió Conde Salvatierra-Cirilo Amorós. El 2025 va guanyar el premi al millor ninot de la Secció Especial Infantil per La guarderia de Nitrogen. És fundador del taller Cartó Pedra, especialitzat en falles infantils i situat a Massalavés.